# Zuzanna Toeplitz
Zuzanna Izabella Toeplitz (ur. 1 stycznia 1951 w Warszawie) – polska psycholożka, nauczycielka akademicka, działaczka opozycji w okresie PRL.

## Życiorys
Córka Jerzego Toeplitza. W 1975 ukończyła psychologię na Uniwersytecie Warszawskim. W 1985 na tej samej uczelni uzyskała stopień naukowy doktora na podstawie rozprawy zatytułowanej Genetyczne uwarunkowania zapotrzebowania na stymulację sensoryczną różnych modalności u szczurów laboratoryjnych. W 1975 podjęła pracę zawodową na Wydziale Psychologii UW, w 1997 została także wykładowczynią Szkoły Wyższej Psychologii Społecznej. W pracy naukowej specjalizuje się w zakresie psychologii różnic indywidualnych. Była członkinią rady wydziału i senatu UW, zasiadała w Radzie Głównej Szkolnictwa Wyższego, pełniła też funkcję rzecznika prasowego Uniwersytetu Warszawskiego.
W 1975 została członkinią Polskiego Towarzystwa Psychologicznego, pełniła szereg funkcji w tej organizacji, wchodziła w skład prezydium zarządu głównego, była też skarbnikiem PTP.
Była wiceprzewodniczącą Związku Młodzieży Socjalistycznej w XV Liceum Ogólnokształcącym im. Narcyzy Żmichowskiej (1964–1968), koła ZSP/SZSP na Wydziale Psychologii UW (1970–1975) oraz Związku Nauczycielstwa Polskiego tamże (1975–1981).
W drugiej połowie lat 70. zaangażowała się w działalność opozycji demokratycznej. Współpracowała z Komitetem Obrony Robotników i Komitetem Samoobrony Społecznej „KOR”. W 1980 wstąpiła do „Solidarności”, w latach 80. była przewodniczącą komisji wydziałowej związku. Po wprowadzeniu stanu wojennego współpracowała z drugim obiegiem. Była współwydawcą pisma „Przegląd Tygodnia”, a w drugiej połowie lat 80. organizatorką dystrybucji Tygodnika Mazowsze” w Warszawie. Wchodziła w skład grupy eksperckiej współpracującej z RKW Mazowsze.
W 2014 została dyrektorem Festiwalu Nauki w Warszawie.

## Odznaczenia
W 2013, za wybitne zasługi w działalności na rzecz przemian demokratycznych w Polsce, prezydent Bronisław Komorowski odznaczył ją Krzyżem Oficerskim Orderu Odrodzenia Polski.